# توماس ارپینگهم
سِر توماس ارپینگهم (انگلیسی: Thomas Erpingham (حدود ۱۳۵۷–۲۷ ژوئن ۱۴۲۸) یک شوالیه و فرمانده نظامی انگلیسی بود که به‌خاطر فرماندهی کمانداران در نبرد مشهور آزینکورت در سال ۱۴۱۵ شهرت یافت. او در نمایشنامه «هنری پنجم» اثر ویلیام شکسپیر نیز به‌عنوان شخصیتی وفادار و خردمند ظاهر می‌شود.

## زندگی و فعالیت‌های نظامی
ارپینگهم در نورفک انگلستان به دنیا آمد و در جوانی شوالیه شد. او در خدمت جان آو گانت، دوک لنکستر و عموی ریچارد دوم، در اسپانیا و اسکاتلند خدمت کرد و همراه با پسر او، هنری بولینگبروک (بعدها هنری چهارم)، در جنگ‌های صلیبی در لیتوانی، پروس و سرزمین مقدس شرکت داشت. در سال ۱۳۹۸، ارپینگهم بولینگبروک را در تبعید همراهی کرد و در بازگشت او به انگلستان در سال ۱۳۹۹ برای بازپس‌گیری ارثیه‌اش به‌عنوان دوک لنکستر حضور داشت. پس از به‌قدرت رسیدن هنری چهارم، ارپینگهم به‌عنوان نگهبان قلعه دوور و فرماندار بنادر سینک منصوب شد و سپس به مقام رئیس دربار سلطنتی رسید. او در سرکوب شورش اپیفانی نقش داشت و به‌عنوان سرپرست پسر دوم هنری، توماس، دوک کلارنس، منصوب شد.
1. 1.     1. نقش در نبرد آزینکورت

در سال ۱۴۱۵، ارپینگهم به‌عنوان شوالیه پرچمدار در ارتش هنری پنجم خدمت کرد و در محاصره هارفلو و سپس در نبرد آزینکورت شرکت داشت. در این نبرد، او فرماندهی کمانداران انگلیسی را بر عهده داشت و در کنار پادشاه در میدان نبرد حضور یافت.

## میراث و زندگی شخصی
ارپینگهم دو بار ازدواج کرد، اما فرزندی نداشت. او در شهر نوریچ خیریه‌های متعددی انجام داد، از جمله ساخت دروازه ارپینگهم در سال ۱۴۲۰ که هنوز پابرجاست. او در ۲۷ ژوئن ۱۴۲۸ درگذشت و در کلیسای جامع نوریچ به خاک سپرده شد.

## در فرهنگ عامه
ارپینگهم به‌عنوان شخصیتی در نمایشنامه «هنری پنجم» ویلیام شکسپیر ظاهر می‌شود و در اقتباس‌های سینمایی این اثر نیز حضور دارد. در فیلم‌های لارنس الیویه (۱۹۴۴) و کنت برانا (۱۹۸۹)، نقش او به‌عنوان مشاوری وفادار و خردمند به تصویر کشیده شده است.